# Mika Mäki
Mika Mäki (Pirkkala, Finlandia; 27 de febrero de 1988) es un piloto finlandés de automovilismo.

## Trayectoria

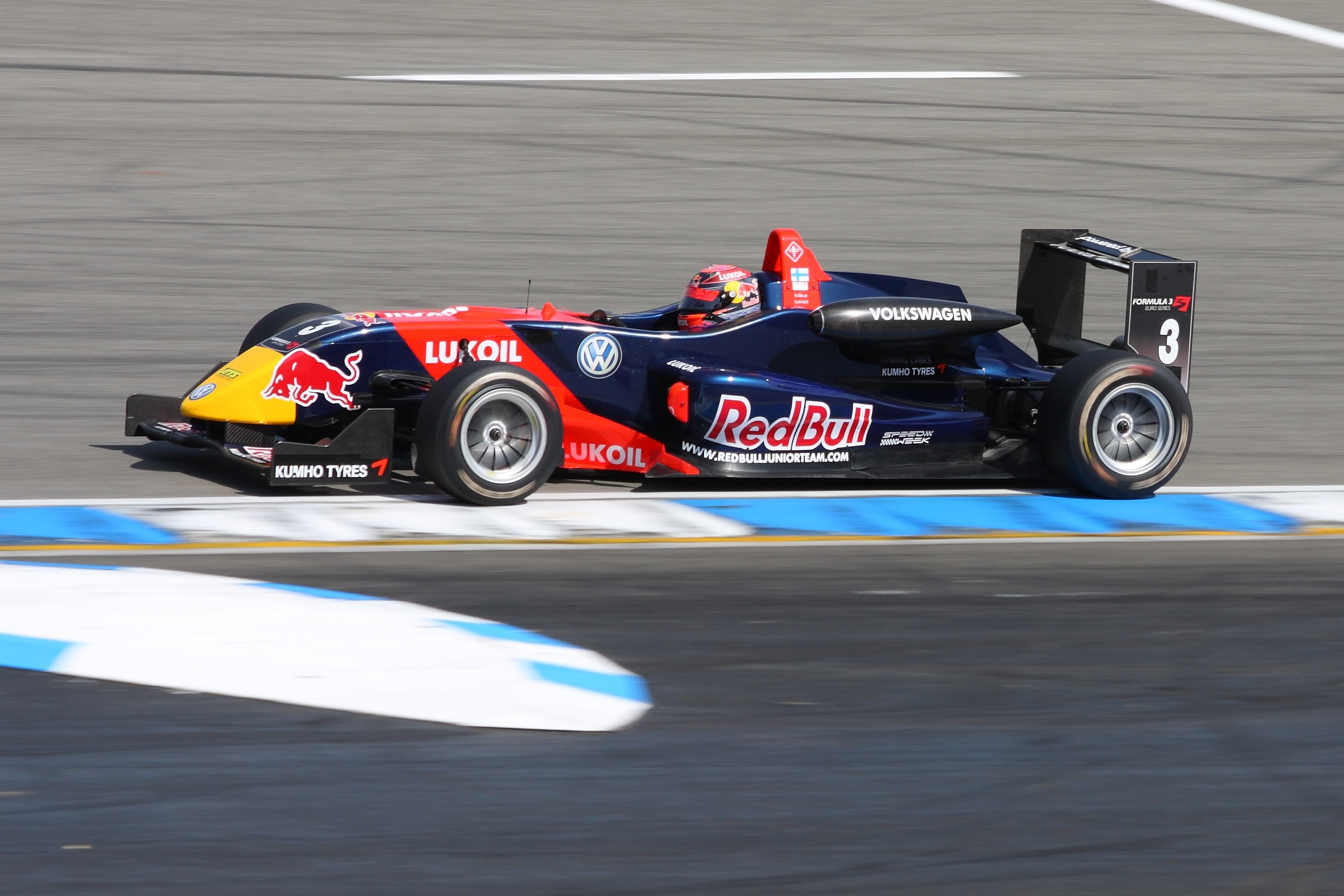
Mäki durante la primera ronda de la temporada 2009 de Fórmula 3 Euroseries en Hockenheim.

Mika empezó en el karting, donde compitió durante 5 años antes de viajar a Alemania para disputar la Fórmula BMW ADAC en 2005, acabando cuarto en la Copa de Novatos, y consiguiendo su primera victoria en Norisring. Se fue al equipo Eifelland Racing Team en la temporada 2006, finalizando segundo con 9 podios.
En 2007 Mäki entró en el Red Bull Junior Team. Fue uno de los 18 pilotos seleccionados para el programa de desarrollo de jóvenes pilotos. Durante la temporada ganó 5 carreras y se proclamó campeón de la Fórmula Renault italiana.
En la temporada 2008 compitió con el equipo Mücke Motorsport en la F3 Euroseries. Empezó la temporada con una victoria en Hockenheimring. Acabó 5º en el mundial con 2 victorias y 5 podios.
El 15 de junio, Mika sufrió un grave accidente en la ciudad de Tampere, conduciendo un Nissan 350Z perdió el control de coche a la entrada de un túnel, donde el límite de velocidad era de 40km/h. Según la prensa local varios peatones también estuvieron implicados en el accidente y sufrieron contusiones debido a los restos del coche.
Mäki hizo su debut en la GP2 Series en 2008 compitiendo en la primera ronda de la temporada 2008/09 de GP2 Asia Series para el equipo Arden. Sin embargo, fue sustituido por Renger van der Zande.
Mäki volvió a la F3 Euroseries en 2009 con el equipo Signature-Plus. Mäki consiguió 4 podios, incluyendo una victoria en Brands Hatch, y acabó 6º en el campeonato.

## Resumen de carrera
| 2001         | Finnish Championship Cup Raket   |                           |    |   |   | 104 | 3.º  |
| 2002         | Viking Trophy ICA Junior         | Fastway                   |    |   |   | N/A | 32.º |
| 2002         | Finnish Championship ICA Junior  |                           |    |   |   | 62  | 2.º  |
| 2003         | Nordic Championship Formula A    | Fastway                   |    |   |   | N/A | 26.º |
| 2003         | Viking Trophy ICA                | Fastway                   |    |   |   | N/A | 6.º  |
| 2004         | World Championship Formula A     | PDB Racing Team           |    |   |   | N/A | 22.º |
| 2004         | Italian Open Masters Formula A   |                           |    |   |   | 2   | 33.º |
| 2004         | South Garda Winter Cup Formula A |                           |    |   |   | N/A | 23.º |
| 2004         | Finnish Championship Formula A   |                           |    |   |   | N/A | 5.º  |
| 2004         | Finnish Championship ICA         |                           |    |   |   | 61  | 2.º  |
| 2005         | Fórmula BMW ADAC                 | KDF Motorsport            | 20 | 0 | 1 | 44  | 12.º |
| 2006         | Fórmula BMW ADAC                 | Eifelland Racing          | 18 | 4 | 2 | 182 | 2.º  |
| 2006         | Formula Renault 2.0 NEC          | Koiranen Bros. Motorsport | 2  | 0 | 0 | 12  | 32.º |
| 2006         | Fórmula BMW World Final          | Eifelland Racing          | 1  |   |   | N/A | 2.º  |
| 2007         | Eurocopa de Fórmula Renault 2.0  | Epsilon Red Bull Team     | 14 | 0 | 0 | 46  | 9.º  |
| 2007         | Formula Renault 2.0 Italiana     | Epsilon Red Bull Team     | 14 | 2 | 5 | 274 | 1.º  |
| 2008         | Fórmula 3 Euroseries             | Mücke Motorsport          | 20 | 0 | 2 | 46  | 5.º  |
| 2008         | Gran Premio de Macao             | Signature-Plus            | 1  | 0 | 0 | N/A | 4.º  |
| 2008         | Masters de Fórmula 3             | Mücke Motorsport          | 1  | 0 | 0 | N/A | 4º   |
| 2008-09      | GP2 Asia Series                  | Trust Team Arden          | 2  | 0 | 0 | 0   | 29.º |
| 2009         | Fórmula 3 Euroseries             | Signature-Plus            | 20 | 0 | 1 | 43  | 6.º  |
| 2009         | Gran Premio de Macao             | Hitech Racing             | 1  | 0 | 0 | N/A | 8.º  |
| 2010         | Fórmula 3 Euroseries             | Motopark Academy          | 6  | 0 | 0 | 0   | 17.º |
| Referencias: |                                  |                           |    |   |   |     |      |

## Resultados

### GP2 Asia Series
(Clave) (negrita indica pole position) (cursiva indica vuelta rápida puntuable)

| Año     | Escudería        | 1   | 1   | 2   | 2   | 3    | 3    | 4   | 4   | 5   | 5   | 6    | 6    | Pos. | Puntos | Ref.  |
| ------- | ---------------- | --- | --- | --- | --- | ---- | ---- | --- | --- | --- | --- | ---- | ---- | ---- | ------ | ----- |
| 2008-09 | Arden Motorsport | SHA | SHA | DUB | DUB | SAK1 | SAK1 | LOS | LOS | KUA | KUA | SAK2 | SAK2 | 29.º | 0      | [ 3 ] |
| 2008-09 | Arden Motorsport | Ret | 10  |     |     |      |      |     |     |     |     |      |      | 29.º | 0      | [ 3 ] |